# جيمس كلاي
جيمس كلاي (بالإنجليزية: James Clay)‏ هو عازف جاز أمريكي، ولد في 8 سبتمبر 1935 في دالاس في الولايات المتحدة، وتوفي بنفس المكان في 1994.

## وصلات خارجية
- جيمس كلاي على موقع ميوزك برينز (الإنجليزية)
- جيمس كلاي على موقع أول ميوزيك (الإنجليزية)
- جيمس كلاي على موقع ديسكوغز (الإنجليزية)